# Dubovac (Gornji Bogićevci)
Dubovac is een plaats in de gemeente Gornji Bogićevci in de Kroatische provincie Brod-Posavina. De plaats telt 440 inwoners (2001).